# Thomas Borgmann
Thomas Borgmann (Münster, 1955) is een Duitse jazzsaxofonist (tenor, sopraan, sopranino) en componist.

## Biografie
Borgmann speelde eerst begin jaren 1980 voornamelijk in het Berlin Art Ensemble van Nick Steinhaus (1981 een tournee door Zuid-Amerika voor het Goethe-Institut, in 1982 Nickelsdorfer Konfrontationen), daarna in het Sirone Sextet (New York 1987), in het Hidden Quartet (met Dietmar Diesner, Erik Balke, Jonas Akerblom) en bij Noise & Toys (met Valery Dudkin, Sascha Kondraschkin). In 1991 formeerde hij het Orkestra Kith'N Kin (met Hans Reichel, John Tchicai, Pat Thomas, Jay Oliver, Mark Sanders, Lol Coxhill en anderen). Vervolgens toerde hij met zijn in 1993 geformeerde kwartet Ruf der Heimat (met Ernst-Ludwig Petrowsky, Peter Brötzmann, Willi Kellers, Christoph Winckel) en met het trio Blue Zoo met Borah Bergman en Brötzman. In 1984 en 1996 organiseerde hij het festival STAKKATO in Berlijn.
Sinds midden jaren 1990 werkte hij met Wilber Morris en Denis Charles in het BMC-Trio, in het kwartet Alliance met Petrowsky, DJ jayrope en Michael Griener en in Boom Box (eerst met Tony Buck en Joe Williamson). Na het overlijden van Denis Charles in 1998 werkte hij tot 2002 met Reggie Nicholson en Wilber Morris in het BMN-trio. In zijn trio Boom Box speelt hij nu met Willi Kellers en Akira Ando. Hij trad op bij veel internationale jazzfestivals.
Hij speelde ook met Caspar Brötzmann, André Jaume, Jason Kahn, Tony Buck, Paul Lytton, Evan Parker, Conny Bauer, Johannes Bauer, Charles Gayle, Lol Coxhill, Phil Minton, William Parker, Jason Hwang, Heinz Sauer, Thurston Moore, Enver Ismailov, Shoji Hano, Alexander von Schlippenbach, Vladimir Chekasin, Rashied Bakr, Roy Campbell, Melvyn Poore, Perry Robinson, Vattel Cherry, Kip Hanrahans Latin Groove en Jean-Paul Bourelly.

## Onderscheidingen
In 1994 en 1996 was Borgmann winnaar van de Berlin Jazz-Grant.

## Discografie
- 1995: Ruf der Heimat, Konnex Records, Ruf der Heimat met Ernst-Ludwig Petrowsky / Willi Kellers / Christoph Winckel
- 1995: Orkestra Kith'N Kin, Cadence Jazz Records (USA), met Hans Reichel / Lol Coxhill / Dietmar Diesner / Mark Sanders / Martin Mayes / Pat Thomas / Eric Balke / Jonas Ackerblom / Christoph Winckel
- 1996: Machine Kaput, Konnex Records, Ruf der Heimat met Peter Brötzmann / Willi Kellers / Christoph Winckel
- 1998: The Last Concert, Silkheart Records (USA), BMN-Trio met Wilber Morris / Denis Charles
- 1998: ...You See What We Sayin?, CIMP (USA), BMN Trio met Wilber Morris / Reggie Nicholson
- 2000: Live at Tunnel, LP Qbico Records, BMN-Trio met Wilber Morris / Reggie Nicholson
- 2003: Cooler Suite, Grob Records, met Brötzmann / William Parker / Rashied Bakr
- 2011: boom box - jazz, boom box (met Willi Kellers / Akira Ando), jazzwerkstatt, jw 106
- 2012: Nasty & Sweet, NoBusiness Records, BMN-Trio met Wilber Morris / Reggie Nicholson
- 2016: One for Cisco, NoBusiness Records, Thomas Borgmann Trio met Max Johnson / Willi Kellers
- 2020: Some More Jazz, NoBusiness Records, NBLP 133, KEYS & SCREWS met Jan Roder / Willi Kellers
- 2020: Secrets, Jazzwerkstatt, jw 202, RUF DER HEIMAT met Christof Thewes / Jan Roder / Willi Kellers

- Gemeinsame Normdatei: 134950496
- International Standard Name Identifier: 0000 0000 5623 5379
- Library of Congress Control Number: n2015058201
- MusicBrainz: f77468b2-8609-4cba-ba98-c3247fb23a32
- Virtual International Authority File: 79874145
- WorldCat: E39PBJgd3hfrX8PJjGbp8GXWXd